# Бероєв Єгор Вадимович
Єгор Вадимович Бероєв — російський актор театру та кіно. Фігурант бази «Миротворець». Підтримує путінський режим та війну Росії проти України. З 15 січня 2023 року перебуває під санкціями РНБО за антиукраїнську діяльність.

## Фільмографія
1. 1994 — Посвята в любов — гімназист
2. 2000 — Ростов-батько (новела «Ти — це я») — Денис
3. 2001 — В серпні 44-го — епізод
4. 2001 — Гражданин начальник — Андрей
5. 2001 — Пятый угол — Дима, сын Суворова и Лики
6. 2001 — Семейные тайны — Слава Ермаков, владелец клуба «Свалка»
7. 2001 — 2004 — Ростов-батько — Денис
8. 2002 — Залізничний романс — Олексій
9. 2002 — Каменська-2 — Олег Мещеринов
10. 2003 — Дикий табун — Дмитро
11. 2003 — Гра в модерн — Олександр Бартеньєв
12. 2004 — Тато — Давид Шварц, студент консерваторії
13. 2005 — Неділя в жіночій лазні — наречений
14. 2005 — Казароза — Осипов в молодості
15. 2005 — Турецький гамбіт — Ераст Фандорін
16. 2005 — Дев'ять невідомих — Мефодій Дарвін, екстрасенс
17. 2006 — Хто приходить в зимовий вечір — Олег
18. 2006 — Ліга обманутих жінок — чоловік Марини
19. 2006 — Погоня за ангелом — Іван Архангельский
20. 2007 — Втікачки — футболіст Вадим Григорьєв
21. 2008 — Адмірал — Михайло Смірнов, капітан, друг Колчака
22. 2008 — Біла ведмедиця — Павло Васильков
23. 2008 — Почати спочатку. Марта (Росія, Україна) — Іван
24. 2008 — Історія кохання, або Новорічний розіграш — Роман
25. 2009 — Десантура. Ніхто, крім нас — Андрій Сумароков, лейтенант
26. 2009 — Людина, котра знала все — Олександр Безукладніков
27. 2010 — Хімік — Михайло Зуєв
28. 2010 — Індус — Леонід Лазарєв
29. 2011 — Час для двох — Дмитро Платонов
30. 2011 — Все, що нам потрібно...
31. 2011 — Дитина навпіл — Андрій Воронцов
32. 2011 — Рейдер (фільм) — Артем Андрійович Павлов, адвокат
33. 2012 — Серпень. Восьмого — Заур / добрий робот
34. 2012 — Мами (новела «Батько та син»)
35. 2012 — Дорога на острів Пасхи
36. 2012 — Чекаючи море — Марат
37. 2013 — Полярний рейс — Ігор
38. 2013 — Ковбої — Станіслав Ковальський
39. 2013 — Друге дихання — Юрій Сорін, хірург
40. 2013 — Московська історія (серіал) — Володя (Слон)
41. 2013 — Якщо любиш — прости — Едик
42. 2014 — Нереальна любов — Ігор
43. 2015 — Территория — Монголов
44. 2020 — Перевал Дятлова (телесеріал) — капітан КДБ Семен (Олександр) Олексійович Золотарьов

## Громадська позиція
Підтримав військове вторгнення Росії в Україну. 

## Санкції
Єгор Бероєв підтримав військове вторгнення Росії в Україну у публічних заявах.
15 січня 2023 року доданий до списку підсанкційних осіб України.